# Фредерика Хановерска
Фредерика Хановерска е германска принцеса и кралица на Гърция, съпруга на крал Павлос I.

## Биография

### Произход
Родена е на 18 април 1917 г. в Бланкенбург ам Харц, Германия, като Фредерика Луиза Тира Виктория Маргарет София Олга Сесилия Изабела Кристина, принцеса на Хановер, принцеса на Великобритания и Ирландия и херцогиня на Брауншвайг-Люнебург (на немски: Friederike Luise Thyra Victoria Margarita Sophia Olga Cecilia Isabella Christa Prinzessin von Hannover, Prinzessin von Großbritannien und Irland, Herzogin zu Braunschweig-Lüneburg). Дъщеря е на Ърнест Август III, херцог на Брауншвайг и внук на английския крал Джордж V, и на принцеса Виктория Пруска. Майката на Фредерика е единствената дъщеря на германския император Вилхелм II и на императрица Августа Виктория.

### Брак с Павлос I
През 1936 г. в Берлин Фредерика получава предложение за брак от гръцкия принц Павлос, който е на посещение в германската столица заради летните олимпийски игри. Официално годежът им е обявен за 28 септември 1937 г. Двамата са близки братовчеди, тъй като майката на Павлос, София Хоенцолерн, е сестра на германския император Вилхелм II. Фредерика и Павлос се венчават на 9 февруари 1938 г. в Атина и се установяват да живеят във вила Психико, в покрайнините на гръцката столица. Десет месеца по-късно, на 2 ноември 1938 г., Фредерика ражда първото си дете – София, бъдещата кралица на Испания. На 2 юни 1940 г. двойката се сдобива и със син, бъдещия гръцки крал Константинос II. През април 1941 г. германската инвазия в Гърция, принуждава гръцкото кралско семейство да се евакуира на остров Крит, след което то се установява в Южна Африка. Там на 11 май 1942 г. Фредерика ражда и най-малката си дъщеря, принцеса Ирина Гръцка.
След края на войната монархията в Гърция е реставрирана чрез референдум и през 1946 г. Фредерика и семейството ѝ се връщат в Гърция.

### Кралица на Гърция
На 1 април 1947 умира крал Георгиос II и престолът на Гърция е зает от съпруга на Фредерика, Павлос II, а тя получава титлата Кралица на гърците. Започналата обаче гражданска война принуждава кралското семейство да се евакуира от Атина и да се установи повторно в Южна Гърция.
По време на гражданската война Фредерика организира 56 лагера за деца, жертви на войната, т.н Детски селища (Педополис), в които са приети предимно деца на бедни семейства. В тези лагери децата получават грижи и образование. Ролята на лагерите обаче е остро дискутирана. Комунистите обвиняват лагерите в осъществяване на монархическа пропаганда. Някои комунистически източници до последно твърдят, че много деца са били незаконно осиновени от американски семейства, докато са се намирали в Педополисите.
След края на гражданската война монархията в Атина е закрепена, а кралят и кралицата осъществяват няколко официални посещения в чужбина – те посещават Югославия, Италия, ФРГ, Индия, Ливан, Етиопия, Великобритания и САЩ. В Гърция обаче политическите противници на монархията обвиняват Фредерика, че като девойка е била член на нацистката Хитлерюгенд, докато монархистите оправдават Фредерика, че участието ѝ в Хитлерюгенд е резултат от политическия климат в Германия преди войната.
На 6 март 1964 г. крал Павлос II умира и престолът е зает от Константинос II. През 1967 г. търканията между краля и правителството на Георгиос Папандрео-старши довеждат до военен преврат и установяване на военен режим в Гърция. Първоначално кралят сътрудничи на военните, но отношенията им се влошават бързо. След опит да извърши контрапреврат и да възстанови демократичния порядък в страната крал Константинос и семейството му са изгонени от военната хунта, а с него Гърция напуска и кралицата майка Фредерика. През 1973 г. хунтата официално, но незаконно, отменя монархията. На следващата година е проведен и плебисцит по въпроса. От чужбина Константинос II обещава на гръцкото общество, че ако бъде върнат на престола, ще управлява, като пазител на демокрацията, и че няма да позволи на майка си да се завърне в Гърция и щя я държи на страна от гръцката политика. Въпреки това 70 % от допитаните се обявяват за република.

### Смърт
Фредерика умира в изгнание на 6 февруари 1981 г. по време на офталмогична операция в Мадрид. Според официалните източници причина за смъртта на бившата кралица е масивен инфаркт, който е получила по време на операция на катаракта.
Погребана е в гробницата на гръцките крале в бившата резиденция Татои край Атина. На семейството ѝ е позволено да присъства на погребението, но при условия, че напуснат страната веднага след това.